# بريتا فون هورن
بريتا فون هورن (بالسويدية: Brita von Horn)‏ هي كاتِبة سويدية، ولدت في 1 أبريل 1886 في ستوكهولم في السويد، وتوفيت في 14 فبراير 1983 في سكاجن في الدنمارك.